# Nannie de Villiers
Nannie de Villiers (* 5. Januar 1976 in Windhoek, Namibia) ist eine ehemalige südafrikanische Tennisspielerin.

## Karriere
In ihrer Karriere gewann sie einen Doppeltitel auf der WTA Tour, außerdem gelangen ihr auf ITF-Ebene vier Turniersiege im Einzel und 22 Erfolge im Doppel.
Von 1998 bis 2002 spielte sie elf Partien (ein Einzel und zehn im Doppel) für die südafrikanische Fed-Cup-Mannschaft, die sie allesamt gewinnen konnte.

## Turniersiege

### Doppel
| Nr. | Datum           | Turnier  | Kategorie  | Belag     | Partnerin       | Finalgegnerinnen                      | Ergebnis |
| --- | --------------- | -------- | ---------- | --------- | --------------- | ------------------------------------- | -------- |
| 1.  | 11. Januar 2002 | Canberra | WTA Tier V | Hartplatz | Irina Seljutina | Samantha Reeves Adriana Serra Zanetti | 6:2, 6:3 |